# 6ТВ (телеканал)
«6ТВ» — найменша недержавна телекомпанія в Хабаровську. Працює з 2012 року і єдина приватна компанія яка продовжує ефірне мовлення в Хабаровську і кабельне мовлення на весь Хабаровський край. В ефірі телеканалу є інформаційні, інформаційно-аналітичні та розважальні програми власного виробництва.
25 листопада 2020 року Федеральною конкурсною комісією 6ТВ було присвоєно статус муніципального обов'язкового загальнодоступного телеканалу, або так звана «22-а кнопка» в кабельних мережах Хабаровська.

## Мовлення

### Ефірний
6 ТВК (24 жовтня 2012 — 31 травня 2017)

## Програма
- Поточний
- Ранок у місті
- Поговоримо про справу
- Погода
- Здоров'я та Спорт
- Глобальна кухня
- Велике місто (раніше: Новини — місто та городяни, Новини. Хабаровськ)
- Дивіться, хто заговорив!
- СИНЕМАТИКА
- Моє улюблене шоу
- Міський резонанс
- Новина. Комсомольський час

## Цікаві факти
- Віщав на шостому частотному телевізійному каналі, звідси і назва.
- Логотипи телеканалу були розроблені внутрішніми силами медіахолдингу.
- З 4 по 7 березня 2013, два рази, під час програми «Ранок з губернією» розігрувався приз: косметика від компанії DeSheli. Додзвонилися задавали питання на жіночу тематику: косметика, предмети та ін. (в останній день розіграшу було поставлено питання "« з якого року святкували свято 8 березня?»). Відповідати на питання мали право тільки чоловіки.
- 7 березня 2013, програму Ранок з губернією вели тільки чоловіки (Єгор Козоріз, Павло Терновий Петро Нестеренко та Іван Волошин), за винятком Емілії Хмеленко («Ранок в цифрах»), у зв'язку зі святом 8 березня.
- 12 (11) березня 2013, була змінена студія для програм «вільний час», "вільний час. Територія права" і "ранок з губернією".
- З 1 по 5 травня 2013 року, програми Ранок з губернією виходила з 09:00 до 11:00 (замість 07:00 до 09:00), Домоводство об 11:00 (09:00), а Школа здоров'я о 12:00 (у звичайний час показують по суботах, також о 12:00), у зв'язку травневими святами.
- У липні 2013 в програмах «Ранок з губернією» і «Домоводство», проводилися «літні акції». У Ранок з губернією розігрувалися велосипеди, путівки в Примор'ї і Філіппіни. Переможців визначали так:

1) з території всього Хабаровського краю глядачі відправляли SMS-повідомлення.
2) у відповідь кожному приходило кілька питань, на які потрібно відповісти.
3) Два претенденти на перемогу, які відповідали швидше за всіх на більшу кількість питань правильно, приїжджали в студію, де їм пропонувалося пограти в гру, яка управляється датчиками. Наприклад: біг з перешкодами, спуск з гори на лижах і т. д..
У програмі" Домоводство « спосіб такий же, тільки переможців SMS-голосування не запрошували в студію. Розігрувалися там валізи для подорожей.
- 21 жовтня 2013 року на каналі вперше був показаний рекламний ролик про найближчий ювілей, медіахолднгу „губернія“ виповнюється 15 років.
- На честь 15-річчя „губернії“, з 18 листопада, понеділка до 22 листопада 2013 року, п'ятниці, після новин, показувався Спеціальний репортаж про життя телекомпанії. В цей-же період, в програмі» Ранок з губернією « розігрувалися РК-телевізори, фірмові гуртки і будильники. Кожному гостю програм» Домоводство «і» ранок з губернією", давали фірмовий кухоль. Також було запущено нове кулінарне шоу « буде смачно!». Протягом цього святкового тижня в шоу запрошували ведучих телекомпанії "губернія" гостями.
- З 2 червня 2014 року до 31 Серпня 2015 року програма «Ранок з губернією» триває на одну годину довше, з 07:00 до 10:00. Також там з'явилася нова рубрика: фітнес з Катериною Шитиковою.
- За даними світового лідера ринку медіавимірювань TNS, телеканал 6ТВ визнаний кращим регіональним телеканалом Росії.